# Sam Childers
Sam Childers (Grand Forks, Dakota del Norte, 1963) es un ex motociclista estadounidense y antiguo miembro del Outlaws Motorcycle Club, que en la actualidad dedica su vida y sus recursos a rescatar niños en Sudán del Sur. Sam y su esposa Lynn fundaron y trabajaron en Angels of East Africa, el orfanato de Children's Village en Nimule, Sudán del Sur, donde actualmente cuentan con más de trescientos niños bajo su cuidado.
En 2013 recibió el galardón Mother Teresa Award por la justicia social.

## Primeros años
Sam Childers nació en Grand Forks. Su padre, Paul Childers, era herrero y ex Marine de los Estados Unidos de América. Childers tenía dos hermanos mayores, Paul Jr., y George. Sam Childers también tuvo una hermana, Donna, la cual murió debido a problemas del corazón antes de su primer cumpleaños. A medida que fue creciendo, su familia realizó varias mudanzas para así poder seguir proyectos de construcción.
En la primavera de 1974, poco antes de que Sam Childers cumpliera doce años, su familia se trasladó a Grand Rapids (Minnesota). Sam Childers se encontraba en séptimo curso ese otoño, y los dos años anteriores a su comienzo en el instituto fueron los más influyentes de su vida. Fue en estos años cuando descubrió el tabaco, la marihuana, el alcohol y la heroína, lo que le llevó a muchos años de adicción a las drogas, tráfico de drogas y alcoholismo. Childers también desarrolló un amor hacia las motocicletas y el estilo de vida que lo llevó a convertirse en un miembro de los Outlaw Motorcycle Club.
Sam se casó con una mujer llamada Jazper, la cual era estríper antes de convertirse al cristianismo, con la que tuvo una hija.

## África
Childers se convirtió al cristianismo a mediados de 1992, con la ayuda de su mujer, durante una reunión de avivamiento de la iglesia asambleas de Dios. Esa misma noche, el pastor de Childers profetizó que iría a África. A finales de 1998, Childers hizo su primer viaje a Sudán. En ese primer viaje y en los tantos que siguieron, Sam se vio expuesto a los actos del Ejército de Resistencia del Señor (LRA), que el mismo describió como atroces.
No mucho después de su viaje a Sudán, Childers y su mujer Lynn fundaron “Los Ángeles de África Oriental”, la aldea infantil en Sudán del Sur. La Aldea Infantil, actualmente alberga y educa a más de cien huérfanos, con más de mil niños rescatados desde su creación. El personal que trabaja en la Aldea Infantil son principalmente huérfanos y viudas sudanesas. 
Sam Childers detalla los acontecimientos de su vida y sus experiencias en África en su libro Another Man's War.
En noviembre de 2009 Childers apareció en el programa de Debra Peppers Outreach Connection en Quincy (Illinois). Sam reveló que también rescata niños secuestrados en el norte de Uganda.[cita requerida]

## Cultura popular
En 2011, Relativity Media lanzó una película biográfica sobre Childers titulada Machine Gun Preacher, la cual estuvo basada en el libro de Childers Another Man's War. La película fue escrita por Jason Keller y dirigida por Marc Forster. El reparto incluyó a Gerard Butler en el papel principal, Michelle Monaghan como Lynn, la esposa de Childers, y Michael Shannon como su mejor amigo Donnie.
En 2014, un documental con el mismo título fue producido por Angels of East Africa. Fue lanzado en Estados Unidos por Vision Films (USA).